# Fabian Waculik
Fabian Gerard Waculik OFM (ur. 9 sierpnia 1910 w Piekarach Śląskich, zm. 19 kwietnia 1945 w Castel San Pietro) – polski franciszkanin i kapelan Polskich Sił Zbrojnych na Zachodzie. Zginął we Włoszech, udzielając posługi sakramentalnej rannemu polskiemu żołnierzowi. Pośmiertnie odznaczony Orderem Virtuti Militari.

## Życiorys
Urodził się w Piekarach Śląskich w niemieckojęzycznej rodzinie Józefa i Matyldy z domu Guss 9 sierpnia 1910 roku. Uczęszczał do niemieckiego gimnazjum w Piekarach Śląskich. Po zdaniu matury podjął studia prawnicze  na Uniwersytecie Wrocławskim. 25 stycznia 1933 roku wstąpił do nowicjatu Prowincji Wniebowzięcia NMP w klasztorze w Wieluniu, gdzie przybrał imię zakonne Fabian. Po złożeniu ślubów czasowych został przyjęty do studium teologicznego we Wronkach, gdzie poszerzył znajomość języka polskiego. 26 września 1937 roku przyjął święcenia kapłańskie z rąk bpa Walentego Dymka we Wronkach. Objął funkcję wikariusza w parafii w Panewnikach przy kościele oo. franciszkanów.
Po wybuchu II wojny światowej opuścił Górny Śląsk, przedostając się przez Jugosławię na Bliski Wschód do tworzących się Polskich Sił Zbrojnych na Środkowym Wschodzie. W Syrii został przyjęty do Polskiej Brygady Strzelców Karpackich w charakterze kapelana. Przeszedł szlak bojowy przez Tobruk, Ajn al-Ghazalę, Monte Cassino. W ostatniej fazie walk we Włoszech − w bitwie nad rzeką Gaiano pod Bolonią − ojciec Fabian był kapelanem w randze kapitana 2 Batalionu Komandosów Zmotoryzowanych. Został zastrzelony przez niemieckiego snajpera podczas udzielania ostatniej posługi rannemu polskiemu żołnierzowi w miejscowości Castel San Pietro 19 kwietnia 1945 roku. Pochowany na cmentarzu w miejscowości Faenza.
Jego imię nosi jedna z ulic w Piekarach Śląskich.

## Ordery i odznaczenia
- Krzyż Srebrny Orderu Virtuti Militari (pośmiertnie, 4 października 1945)[1]
- Krzyż Pamiątkowy Monte Cassino[1]
- Krzyż Walecznych[1]
- Medal Wojska[1]
- Gwiazda za Wojnę 1939–1945 (brytyjska)[1]
- Africa Star (brytyjska)[1]
- Gwiazda Italii (brytyjska)[1]
- Medal Wojny 1939–1945 (brytyjski)[1]
- Medal Obrony (brytyjski)[1]